# فيل دوبراي
فيل دوبراي (بالإنجليزية: Phil Duprey)‏ هو متزلج جماعي أمريكي، ولد في 6 فبراير 1944 في ليك بلاسيد في الولايات المتحدة.

## وصلات خارجية
- فيل دوبراي على موقع اللجنة الأولمبية الدولية (الإنجليزية)
- فيل دوبراي على موقع أوليمبيديا (الإنجليزية)